# Kaiikanui (rivière)
La rivière Kaiikanui  (anglais : Kaiikanui River) est un cours d’eau du district de Whangarei dans la région du Northland, dans l’extrémité nord de l’Île du Nord de la Nouvelle-Zélande.